# Richard Alfred Rossiter
Pour les articles homonymes, voir Rossiter.
Richard Alfred Rossiter, né le 19 décembre 1886 et mort le 26 janvier 1977, est un astronome américain, connu pour l'effet Rossiter-McLaughlin. Rossiter a été directeur de l'observatoire Lamont-Hussey (en) de 1928 à 1952.

## Jeunesse
Rossiter est né à Oswego, dans l'État de New York (États-Unis), le 19 décembre 1886. Il est diplômé de l'université Wesleyenne en 1914 et épouse Jane van Dusen en 1915. Il enseigne les mathématiques au Wesleyan Seminary pendant cinq ans avant de s'inscrire au programme d'astronomie de l'université du Michigan. Il obtient une maîtrise en 1920 et un doctorat en 1923. Sa thèse de doctorat, une étude du spectre de Beta Lyrae, a démontré que le décalage qu'il présentait pouvait être expliqué par la rotation stellaire, un effet depuis lors nommé effet Rossiter-McLaughlin.
Rossiter et sa femme ont eu deux enfants, Laura et Alfred.

## Carrière
Rossiter est le premier directeur de l'observatoire Lamont-Hussey (en) en 1928. Au cours de ce mandat à l'observatoire, il a découvert plus de 5 000 étoiles doubles. Son Catalogue of Southern Double Stars, publié en 1955, fut dédié à l'astronome William Hussey (en), l'un des professeurs qui a donné son nom à l'observatoire.

## Travaux publiés
- New Southern Double Stars (first list) Found at the Lamont-Hussey Observatory of the University of Michigan at Bloemfontein, Royal Astronomical Society, 1933
- The orbit and rotation of the brighter component of Beta Lyrae, University of Michigan Press, Ann Arbor, Michigan, 1933
- Catalogue of Southern Double Stars (Publication of the Observatory of the University of Michigan, Volume XI), University of Michigan Press, Ann Arbor, Michigan, 1955

## Vie ultérieure
Rossiter a pris sa retraite dans le Natal, en Afrique du Sud, en 1953, ne retournant jamais aux États-Unis. Il est mort à l'âge de 90 ans à Bloemfontein.